# Emile-Ange-Marie Fichet
Emile-Ange-Marie Fichet, francoski general, * 1880, † 1945.